# Queer Eye (programma televisivo 2018)
Queer Eye è un programma televisivo statunitense prodotto da Netflix e pubblicato per la prima volta sulla sua piattaforma il 7 febbraio 2018. Esso è il reboot della serie Bravo Queer Eye for the Straight Guy con un nuovo Fab Five: Antoni Porowski, esperto di enogastronomia; Tan France, esperto di moda; Karamo Brown, esperto di cultura; Bobby Berk, esperto di design; e Jonathan Van Ness, esperto di toelettatura.

## Soggetto
Il soggetto si rifà al programma da cui è tratto, Queer Eye for the Straight Guy, in cui un gruppo di 5 uomini (omosessuali) aiutano innumerevoli persone ad avere un restyling.

## Episodi
| Stagione         | Episodi  | Data della prima mondiale |
| ---------------- | -------- | ------------------------- |
| Prima stagione   | 8        | 7 febbraio 2018           |
| Seconda stagione | 8        | 15 giugno 2018            |
| Speciale         | Speciale | 21 giugno 2018            |
| Terza stagione   | 8        | 15 marzo 2019             |
| Quarta stagione  | 8        | 19 luglio 2019            |
| We're in Japan!  | 4        | 1º novembre 2019          |
| Quinta stagione  | 10       | 5 giugno 2020             |
| Speciale         | Speciale | 7 luglio 2021             |
| Sesta stagione   | 10       | 31 dicembre 2021          |

## Cast principale
- Antoni Porowski – esperto di cibo e vino
- Tan France – esperto di moda
- Karamo Brown – esperto di cultura e stile di vita
- Bobby Berk – esperto di design
- Jonathan Van Ness – esperto di taglio capelli

## Produzione
Il creatore della serie è David Collins. In contrasto con la serie originale, la prima e la seconda stagione del reboot sono state girate nell'area di Atlanta anziché nell'area di New York. Il 13 luglio 2018 Netflix ha annunciato che la serie era stata rinnovata per una terza stagione e le riprese per la suddetta sono iniziate a Kansas City il 16 giugno dello stesso anno.

## Distribuzione
Gli episodi sono consigliati per un pubblico sopra i 14 anni.

## Accoglienza

### Critica
Sul sito web di aggregatori di recensioni Rotten Tomatoes la prima stagione ha ottenuto un punteggio di approvazione del 97% basato su 24 recensioni e una valutazione media di 7,93 / 10. Il consenso critico del sito web recita: "Queer Eye si adatta a un'epoca diversa senza perdere il suo stile, fascino o senso del divertimento, dimostrando che la formula dello show rimane altrettanto dolcemente coinvolgente anche dopo un cambio di location e un nuovo gruppo di host". In Metacritic la prima stagione ha un punteggio medio ponderato di 73 su 100, basato su sette critici.
La seconda stagione ha ottenuto un punteggio di approvazione dell'85% su Rotten Tomatoes, basato su 27 recensioni, con un punteggio medio di 8,36 / 10. Su Metacritic ha ottenuto un punteggio di 79 su 100 che indica "recensioni generalmente favorevoli".
La terza stagione ha ottenuto su Rotten Tomatoes un punteggio di approvazione del 91%, basato su 11 recensioni, con un punteggio medio di 8 / 10.

## Premi
- Emmy – 2018
  - Eccezionale struttura per un programma di reality show – vinto
  - Casting eccezionale per un programma di reality show – vinto
  - Editing di immagini eccezionale per un reality show – vinto
  - Candidatura per la cinematografia eccezionale per un programma di reality show – candidatura

- E! People's Choice Awards – 2018
  - Candidatura nella categoria Serie TV ripresa del 2018
  - Candidatura nella categoria Bingeworthy Show del 2018
  - Candidatura nella categoria Reality show del 2018
  - Candidatura nella categoria Star di un reality show del 2018 (Antoni Porowski)

- Television Critics Association Awards – 2018
  - Eccezionale struttura per un programma di reality show – vinto

- Online Film & Television Association – 2018
  - Miglior regia per un programma reality o non-fiction – vinto
  - Miglior scrittura di un programma reality o non-fiction – vinto
  - Miglior programma reality o non-fiction – vinto
  - Candidatura nella categoria Miglior host o panelinsesto in un programma reality o non-fiction
- Gold Derby Awards – 2018
  - Candidatura nella categoria Reality Host

- GLAAD Media Awards – 2019
  - Miglior reality show – vinto